# Luis Flores Villena
Luis Alberto Flores Villena (18 de agosto de 1964; Arequipa, Perú) es un exfutbolista y director técnico peruano.

## Trayectoria
Después de representar a FBC Aurora y FBC Melgar como jugador, Flores, comenzó su carrera como entrenador en los equipos juveniles de su último club. Después de ser entrenador interino varias veces, se fue al Sporting Cristal en 2003, como asistente.
La primera experiencia al mando de un equipo ocurrió en 2005 con Atlético Universidad. Después, estuvo a cargo de los equipos de Total Clean e IDUNSA.
Fue entrenador del extinto club Cobresol de Moquegua en 2008, donde participó en la Copa Perú logrando un récord de triunfos: En la Etapa Departamental ganó todos sus partidos por encima de Deportivo Enersur de Ilo, Deportivo GER y Huracán de Moquegua, mientras que en la Etapa Regional disputó siete cotejos y ganó cinco de ellos. Para la etapa nacional en octavos de final sacó de carrera al Policial Santa Rosa puneño con relativa facilidad, y en los cuartos de final en un partido emocionante dejó en el camino al Club IDUNSA de Arequipa. Con esto logró acceder al cuadrangular final que se jugó ese año. En el grupo de los cuatro solo pudo conseguir un punto de nueve posibles y se ubicó en el cuarto puesto, sin embargo y de acuerdo a las bases del torneo, le fue suficiente para lograr un cupo en la Segunda División Peruana 2009.
En la Segunda División Cobresol realizó una muy buena campaña en el torneo, llegando a estar en la punta del torneo, pero a mitad de temporada Flores dejó el equipo para fichar por el FBC Melgar.
Tras la renuncia de Claudio Techera como técnico del Melgar, Flores fue llamado a ser el entrenador del equipo, donde estuvo hasta 2010, logrando estar en el puesto 8 con 58 puntos, no llegando a participar en algún torneo internacional. Más tarde estuvo a cargo de Sportivo Huracán por dos períodos diferentes.
En 2013 es contratado por San Simón para participar en la etapa regional de la Copa Perú 2013. En ese torneo logran pasar todas las fases del torneo y proclamarse campeón, por lo que logran ascender al Campeonato Descentralizado 2014.
En 2014 es fichado por el Real Garcilaso tras la salida de Freddy García. Finalizó la temporada en el puesto 10 del acumulado con 41 puntos, no llegando a participar en un torneo internacional. Fue cesado del club cuzqueño en 2015.
En 2017 es fichado por el Deportivo Binacional, cuadro con el que logró ganar la Copa Perú 2017. La siguiente temporada juegan en Primera División y llegar por primera vez a un torneo internacional, al quedar octavos en el acumulado con 59 puntos y participar en la Copa Sudamericana 2019.
En 2019 es contratado por Credicoop San Román para competir en la Copa Perú 2019, donde cae en los dieciseisavos de final al perder por un global de 3-2 ante  Nacional FBC.
En 2020 fue contratado por Credicoop San Cristóbal para participar en la Copa Perú 2020, que fue cancelado debido a la pandemia de coronavirus.
A fines de 2020 vuelve a dirigir a Deportivo Binacional en la Liga 1 2020, obteniendo en su regreso 2 victorias, 1 empate y 3 derrotas y no logrando participar en algún torneo internacional, quedando en el puesto 13 con 36 puntos.
En septiembre del 2023 fue nombrado director técnico del Cusco Fútbol Club tras la salida del anterior técnico Pablo Peirano.

## Clubes

### Como jugador
| Club                | País | Año       |
| ------------------- | ---- | --------- |
| Concha Fernandez    | Perú | 1982-1984 |
| Deportivo Palmeiras | Perú | 1985      |
| Concha Fernandez    | Perú | 1986-1987 |
| FBC Aurora          | Perú | 1987-1990 |
| FBC Melgar          | Perú | 1991-1997 |

### Como entrenador
| Club                    | País | Año       |
| ----------------------- | ---- | --------- |
| FBC Melgar (Juveniles)  | Perú | 1998-2002 |
| FBC Melgar (Interino)   | Perú | 1998-1999 |
| Atlético Universidad    | Perú | 2001      |
| FBC Melgar (Interino)   | Perú | 2001-2002 |
| Atlético Universidad    | Perú | 2005      |
| Total Clean             | Perú | 2006      |
| IDUNSA                  | Perú | 2007      |
| Cobresol                | Perú | 2008-2009 |
| FBC Melgar              | Perú | 2009-2010 |
| Sportivo Huracán        | Perú | 2011      |
| Sportivo Huracán        | Perú | 2012      |
| CD San Simón            | Perú | 2013      |
| Real Garcilaso          | Perú | 2014      |
| Deportivo La Colina     | Perú | 2015      |
| AD Real Católica        | Perú | 2016      |
| Deportivo Binacional    | Perú | 2016      |
| Cerrito de Los Libres   | Perú | 2017      |
| Deportivo Binacional    | Perú | 2017-2018 |
| Credicoop San Román     | Perú | 2019      |
| Deportivo Garcilaso     | Perú | 2019      |
| Credicoop San Cristóbal | Perú | 2020      |
| Deportivo Binacional    | Perú | 2020-2021 |
| Credicoop San Cristóbal | Perú | 2021      |
| Cerrito de Los Libres   | Perú | 2022      |
| Los Tigres              | Perú | 2022      |
| UCV Moquegua            | Perú | 2023      |
| Cusco Fútbol Club       | Perú | 2023      |

### Como asistente Técnico
| Club             | País | Año       |
| ---------------- | ---- | --------- |
| Sporting Cristal | Perú | 2003-2004 |
| Real Garcilaso   | Perú | 2014      |

## Palmarés

### Campeonatos regionales
| Título                                   | Club                 | Región   | Año  |
| ---------------------------------------- | -------------------- | -------- | ---- |
| Liga Departamental de Fútbol de Arequipa | Atlético Universidad | Arequipa | 2001 |
| Liga Departamental de Fútbol de Arequipa | Total Clean          | Arequipa | 2006 |

#### Campeonatos nacionales
| Título    | Club                 | País | Año  |
| --------- | -------------------- | ---- | ---- |
| Copa Perú | CD San Simón         | Perú | 2013 |
| Copa Perú | Deportivo Binacional | Perú | 2017 |